# Kortenaerklasse
De Kortenaerklasse was een serie van 12 fregatten, die in de jaren zeventig gebouwd is voor de Koninklijke Marine en dienstdeden tot 2003.
Van de 12 gebouwde schepen hebben er 10 dienstgedaan bij de Koninklijke Marine. De fregatten stonden ook bekend als S- of standaardfregatten.

## Schepen
| Naamsein: | Naam:                                   | In dienst van/tot: | Verkocht aan: | Nieuwe naam:           |
| --------- | --------------------------------------- | ------------------ | ------------- | ---------------------- |
| F807      | Kortenaer                               | 1978-1997          | Griekenland   | Kountouriotis (F462)   |
| F808      | Callenburgh                             | 1979-1994          | Griekenland   | Adrias (F459)          |
| F809      | Van Kinsbergen                          | 1980-1995          | Griekenland   | Navarinon (F461)       |
| F810      | Banckert                                | 1980-1993          | Griekenland   | Aegaeon (F460)         |
| F811      | Piet Hein                               | 1981-1998          | VAE           | Al Emirat              |
| F812      | Pieter Florisz                          | -                  | Griekenland   | Elli (F450)            |
| F813      | Witte de With                           | -                  | Griekenland   | Limnos (F451)          |
| F816      | Abraham Crijnssen                       | 1983-1997          | VAE           | Abu Dhabi              |
| F823      | Philips van Almonde                     | 1981-2002          | Griekenland   | Themistokles (F465)    |
| F824      | Bloys van Treslong                      | 1982-2003          | Griekenland   | Nikiforos Fokas (F466) |
| F825      | Jan van Brakel                          | 1983-2001          | Griekenland   | Kanaris (F464)         |
| F826      | Pieter Florisz (ex-Willem van der Zaan) | 1983-2001          | Griekenland   | Bouboulina (F463)      |

Deze klasse werd beschouwd als zeer geslaagd en kosteneffectief. De Bundesmarine heeft het ontwerp gekocht en de F122 Bremenklasse erop gebaseerd. Griekenland kocht twee fregatten aan uit de bouwlijn van de marine: de Pieter Florisz en Witte de With. Deze kwamen als Elli en Limnos bij de Griekse marine in dienst. Voor de Koninklijke Marine zijn vervolgens twee vervangende fregatten besteld en volgens gewijzigd ontwerp afgebouwd, deze zijn als luchtverdedigingsfregat in dienst genomen.

## Achtergrond
Eind jaren zestig van de 20e eeuw werd voor het eerst gedacht aan de bouw van 12 fregatten ter vervanging van de 12 onderzeebootjagers van de Holland- en Frieslandklasse, die in de jaren vijftig in dienst waren gesteld. In eerste instantie werd, in 1969, het Fregat 75 voorgesteld. Dit was gebaseerd op de romp van de Van Speijkklasse, met het kanon van de jagers en toegevoegde lucht- en zeedoelwapens. Omdat het ontwerp weinig ruimte bood voor toekomstige moderniseringen werd dit project snel verlaten. Met de Royal Navy werd vervolgens samengewerkt in het Anglo-Dutch frigate (AD). Ook dit project strandde, naar verluidt wegens onenigheid over het plaatsen van Nederlandse apparatuur op Engelse schepen. In de tussentijd bood de Amerikaanse marine het ontwerp van de Perryklasse aan als bruikbaar alternatief. De marine achtte dit ontwerp echter minder geschikt door de aanwezigheid van te veel onbekende apparatuur, een te lage snelheid (maximaal 27 knopen) en de aanwezigheid van slechts één schroef, hetgeen een bedrijfsrisico inhoudt. Het AD fregat was intussen door de Britten verder ontwikkeld tot wat uiteindelijk de Broadswordklasse zou worden en is nog kort opnieuw als optie overwogen. Andermaal viel deze optie af, omdat de Britten inmiddels voor een configuratie met alleen geleide wapens hadden gekozen, waarin geen plaats meer was voor een kanon.
In 1974 leidde een herformulering van de stafeisen betrekkelijk snel tot een gebruiksklaar ontwerp. Gekozen werd nu voor de romp van de Franse Georges Leyguessklasse, waarop alle gekozen apparatuur een plaats kon krijgen. Het eerste schip kon daarna al in 1975 op stapel worden gezet en in 1978 in dienst genomen.
Een deel van de apparatuur (o.a. de HSA WM/25 vuurleidingsradar, de Rolls Royce gasturbines, lucht- en zeedoelraketten) is gestandaardiseerd met de - toen in aanbouw zijnde - GW fregatten, vandaar de projectnaam Standaardfregat.

## Details
De fregatten zijn ongeveer 3500 ton groot, 128 meter lang en 14.40 meter breed. Ze voeren een bewapening van één 76 mm-kanon, zeedoelraketten, luchtdoelraketten voor korte afstand, een Goalkeeper kanon en anti-onderzeeboottorpedo's. Er is ruimte voor twee helikopters. De bemanning bestaat uit 180 tot 200 koppen.
Oorspronkelijk waren twee kanonnen van 76 mm gepland, waarbij het tweede boven op de helikopterhangar geplaatst werd (zie foto). Alleen de eerste twee schepen hebben (tijdelijk) dat tweede kanon gehad. Plaatsing van dat kanon werd achterhaald door het Ajax project van de marine, waarin men zocht naar een verdedigingssysteem tegen vliegtuigen en raketten op zeer korte afstand. Uiteindelijk leverde dat het Goalkeeper systeem op. Totdat, in de jaren tachtig, voldoende Goalkeepers beschikbaar kwamen zijn de overige schepen uitgerust met een 40mm kanon.

## Verkopen
Mede als gevolg van het einde van de Koude Oorlog zijn de fregatten in de jaren negentig van de twintigste eeuw eerder uit dienst genomen dan noodzakelijk was. Twee zijn er vervolgens verkocht aan de Verenigde Arabische Emiraten en de overige acht aan Griekenland. De Goalkeepers zijn niet meegeleverd aan Griekenland. Na verkoop van de Pieter Florisz aan Griekenland werd de in aanbouw zijnde Willem van der Zaan hernoemd tot Pieter Florisz.